# Kirche Garz (Usedom)

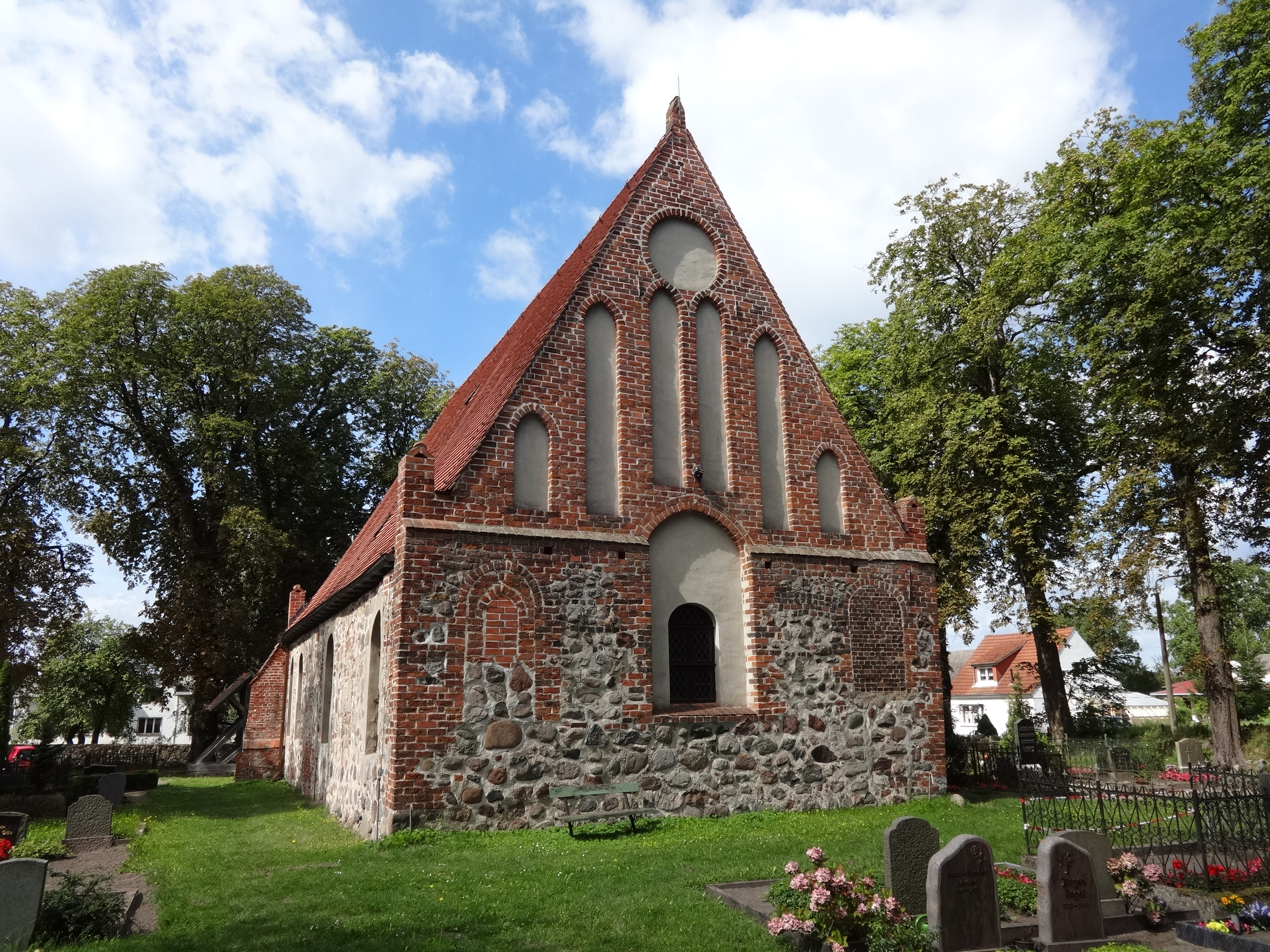
Kirche in Garz, 2014

Die Kirche Garz ist ein aus dem 13. Jahrhundert stammendes gotisches Kirchengebäude in der Gemeinde Garz auf Usedom in Vorpommern. In der Kirche ist eine Ausstellung zur Geschichte des Ortes und der Kriegsgräberstätte auf dem Golm zu sehen.

## Geschichte und Zugehörigkeit
Der kleine ziegelgedeckte Bau entstand wohl noch im 13. Jahrhundert aus ungleichmäßig geschichteten Feldsteinen und Mauersteinen. Ein hölzerner Dachreiter wurde wegen Baufälligkeit im 19. Jahrhundert abgetragen.
Die evangelische Kirchgemeinde gehört seit 2012 zur Propstei Pasewalk im Pommerschen Evangelischen Kirchenkreis der Evangelisch-Lutherischen Kirche in Norddeutschland. Vorher gehörte sie zum Kirchenkreis Greifswald der Pommerschen Evangelischen Kirche.

## Architektur
Der Blendengiebel, die Westwand und die Gebäudekanten weisen Eckfialen auf. Die Fenster und Portalgewände wurden aus Backstein errichtet. Die Fenster wurden mehrfach verändert, am Ende des 19. Jahrhunderts wurden sie vergrößert und rundbogig eingefasst. An der Nordfassade mauerte man zwei Fenster mit Feldsteinen bzw. Mauersteinen zu. Dort ist auch eine kleine, mit Mauersteinen verschlossene Priesterpforte erkennbar. An der Südfassade wurden ebenfalls Fenster zugemauert. Der Ostgiebel weist sechs weiß verputzte Spitzbogenblenden mit einer darüber liegender Kreisblende auf. Darunter befinden sich mehrere zugemauerte Fenster, die mit Feldsteinen und Mauersteinen verschlossen wurden. Am Westgiebel befindet sich oberhalb der mittigen Putzblende eine kleine Holztür. Die Fischer aus Garz konnten in früheren Zeiten gegen einen kleinen Obolus dort ihre Netze trocknen. Das Satteldach ist mit roten Biberschwanzziegeln gedeckt.

## Ausstattung
Der Innenraum ist mit einer flachen Decke ausgestaltet und beherbergt an der Ostwand eine Sakramentsnische mit Holztür aus dem 16. Jahrhundert. Unter einer Empore befindet sich die Winterkirche.
Der Altar mit Gehege, die Kanzel mit anschließendem Predigergestühl und die Westempore wurden 1780 gefertigt. Die beiden Votivschiffe sind Kopien der Originale aus den Jahren 1770 bzw. 1825, die sich im Museum in Wolgast befinden. Die Orgel wurde 1856 von der Firma Kaltschmidt aus Stettin angefertigt, der Prospekt ist in Formen der Neurenaissance gehalten.

## Geläut
Das Geläut der Kirche besteht aus einer im Jahr 1934 von Franz Schilling aus Apolda gefertigten Glocke sowie einer weiteren Glocke, die an die Toten in Swinemünde erinnert. Sie sind in einem freistehenden Glockenstuhl aus dem Jahr 1854 aufgehängt.